# Антонево (Островський повіт)
Антонево (пол. Antoniewo) — село в Польщі, у гміні Острув-Мазовецька Островського повіту Мазовецького воєводства.
Населення — 44 особи (2011).
У 1975-1998 роках село належало до Остроленцького воєводства.

## Демографія
Демографічна структура станом на 31 березня 2011 року:
|          | Загалом | Допрацездатний вік | Працездатний вік | Постпрацездатний вік |
| -------- | ------- | ------------------ | ---------------- | -------------------- |
| Чоловіки | 22      | 8                  | 11               | 3                    |
| Жінки    | 22      | 6                  | 12               | 4                    |
| Разом    | 44      | 14                 | 23               | 7                    |